# 朱祐楒
棗陽榮肅王朱祐楒（1493年—1555年），明朝第三代棗陽王，棗陽僖順王朱見沔嫡長子，襄憲王朱瞻墡之曾孫，明仁宗之玄孫。

## 生平
弘治十三年（1500年）七月，朝廷賜名祐楒，他擅長文學，熟通天文、醫學。嘉靖元年（1522年）上疏請明世宗考其生父為興獻帝，世宗因其議來自宗室，足以服眾，於是嘉獎。他還上書請廢除《宗人祿》，使宗室子弟能夠自己選擇職業謀生，賢者得以中第取功名，但遭到世宗給拒絕。當時的襄王朱祐櫍生病而不理王府事務，導致王府承奉邵亨仗著自己的權事，在外到處惹事生非，甚至還槌死了鎮寧王朱見瀷的舅舅，朱祐楒誘捕邵亨并剮其目。最終邵亨被判處死刑，而朱祐楒則因此事下錦衣衛獄，并廢除王爵，但是世宗因其此前上疏考其生父為興獻帝有功，而恢復其爵位。嘉靖三十四年（1555年），朱祐楒逝世，時年六十三歲。其陵寢位於襄陽城西方城山。六年後其庶次子朱厚爥襲封棗陽王。

## 子孫
- 庶次子：棗陽王朱厚爥
- 子：鎮國將軍朱厚燖[6]
  - 子：輔國將軍朱載幸[6]
  - 子：朱載某，幼，未名[6]
- 子：鎮國將軍朱厚燻[6]
- 子：鎮國將軍朱厚灮[6]
  - 子：輔國將軍朱載域[6]
- 子：鎮國將軍朱厚熥[6]